# 博赫里夫卡
48°43′1″N 24°16′10″E / 48.71694°N 24.26944°E

博格里夫卡，攝於1923年

博赫里夫卡（羅馬化：Bohrivka）是烏克蘭西部的村莊，隸屬伊萬諾-弗蘭科夫斯克州的伊萬諾-弗蘭科夫斯克區。該村始建於1670年，面積8平方公里，海拔高度629米，2001年人口860，人口密度每平方公里107.5人。